# Ministère de l'Information (Yémen)
Pour les autres articles nationaux ou selon les autres juridictions, voir Ministère de l'Information.
Le ministère de l'Information  (arabe: وزارة الإعلام)  est le département ministériel du gouvernement yéménite.

## Liste des ministres
| Début             | Fin               | Ministre                     | Gouvernement                                                                                              |
| ----------------- | ----------------- | ---------------------------- | --- |
| 18 septembre 2016 | En poste          | Moamar al-Eryani             | Gouvernement Ahmed ben Dagher Gouvernement Maïn Abdelmalek Saïd (1) Gouvernement Maïn Abdelmalek Saïd (2) |
| 01 décembre 2015  | 18 septembre 2016 | Mohamed al-Qubati            | Gouvernement Khaled Bahah (2)                                                                             |
| 07 novembre 2014  | 01 décembre 2015  | Nadia al-Sakkaf              | Gouvernement Khaled Bahah (1) Gouvernement Khaled Bahah (2)                                               |
| Juin 2014         | Novembre 2014     | Nasr Taha Mustafa            | Gouvernement Mohamed Basindawa                                                                            |
| 07 décembre 2011  | Juin 2014         | Ali al-Amrani                | Gouvernement Mohamed Basindawa                                                                            |
| 11 février 2006   | 2011              | Hassan al-Lawzi              | Gouvernement Ali Mohammed Moujawar                                                                        |
| 4 avril 2001      | 2006              | Hussein Dhaif Allah al-Awadi | |
| 1997              | 2001              | Abdulrahman al-Akwa'a        | |
| 06 octobre 1994   | 1997              | Mohamed Basindawa            | |
| 1993              | 1994              | Hassan al-Lawzi              | |
| 1990              | 1993              | Mohamed Jurhum               | |

## Annexe